# Diskografie Kid Cudiho
Toto je seznam vydané diskografie amerického rappera Kid Cudiho.

## Alba

### Studiová alba
| Rok  | Album | Nejvyšší umístění v hitparádě | Nejvyšší umístění v hitparádě | Nejvyšší umístění v hitparádě | Nejvyšší umístění v hitparádě | Nejvyšší umístění v hitparádě | Certifikace      |
| Rok  | Album | US 200                        | US Hip-Hop                    | US Rap                        | UK                            | CAN                           | Certifikace      |
| ---- | --- | ----------------------------- | ----------------------------- | ----------------------------- | ----------------------------- | ----------------------------- | ---------------- |
| 2009 | Man on the Moon: The End of Day - Vydáno: 15. září 2009 - Vydavatel: Dream On, GOOD Music, Universal Motown                 | 4                             | 5                             | 4                             | 119                           | 11                            | US: 2x platinová |
| 2010 | Man on the Moon II: The Legend of Mr. Rager - Vydáno: 9. listopadu 2010 - Vydavatel: Dream On, GOOD Music, Universal Motown | 3                             | 1                             | 1                             | 88                            | 5                             | US: platinová    |
| 2013 | indicud - Vydáno: 16. dubna 2013 - Vydavatel: Wicked Awesome, GOOD Music, Republic                                          | 2                             | 1                             | 1                             | 32                            | 3                             | US: zlatá        |
| 2014 | Satellite Flight: Journey to Mother Moon - Vydáno: 25. února 2014 - Vydavatel: Wicked Awesome, Republic                     | 4                             | 2                             | 2                             | 67                            | 7                             | US: /            |
| 2015 | Speedin' Bullet To Heaven - Vydáno: 4. prosince 2015 - Vydavatel: Wicked Awesome, Republic                                  | 36                            | —                             | —                             | —                             | —                             | US: /            |
| 2016 | Passion, Pain & Demon Slayin' - Vydáno: 16. prosince 2016 - Vydavatel: Wicked Awesome, Republic                             | 11                            | 5                             | 4                             | —                             | 24                            | US: /            |
| 2020 | Man on the Moon III: The Chosen - Vydáno: 11. prosince 2020 - Vydavatel: Wicked Awesome, Republic                           | 2                             | 1                             | 1                             | 26                            | 2                             | US: /            |
| 2022 | Entergalactic - Vydáno: 30. září 2022 - Vydavatel: Wicked Awesome, Republic                                                 | 13                            | 7                             | —                             | 95                            | 20                            | US: /            |
| 2024 | Insano - Vydáno: 12. ledna 2024 - Vydavatel: Wicked Awesome, Republic                                                       | 13                            | 5                             | 4                             | 77                            | 24                            | US: /            |
| 2024 | Insano (Nitro Mega) - Vydáno: 23. února 2024 - Vydavatel: Wicked Awesome, Republic                                          | —                             | —                             | —                             | —                             | —                             | US: /            |

### Spolupráce
| Rok  | Album | Nejvyšší umístění v hitparádě | Nejvyšší umístění v hitparádě | Nejvyšší umístění v hitparádě | Nejvyšší umístění v hitparádě | Nejvyšší umístění v hitparádě | Certifikace |
| Rok  | Album | US 200                        | US Hip-Hop                    | US Rap                        | UK                            | CAN                           | Certifikace |
| ---- | --- | ----------------------------- | ----------------------------- | ----------------------------- | ----------------------------- | ----------------------------- | ----------- |
| 2012 | WZRD (s Dot da Genius) - Vydáno: 28. února 2012 - Vydavatel: Wicked Awesome, HeadBanga Muzik Group, Universal Republic | 3                             | —                             | —                             | —                             | 9                             | US: /       |
| 2018 | Kids See Ghosts (s Kanye West) - Vydáno: 8. června 2018 - Vydavatel: GOOD Music, Def Jam                               | 2                             | 1                             | 1                             | 7                             | —                             | US: /       |

### Kompilační alba
| Název                                | Album                                                                 | Nejvyšší umístění v hitparádě | Nejvyšší umístění v hitparádě | Nejvyšší umístění v hitparádě |
| Název                                | Album                                                                 | US                            | US R&B                        | CAN                           |
| ------------------------------------ | --------------------------------------------------------------------- | ----------------------------- | ----------------------------- | ----------------------------- |
| The Boy Who Flew to the Moon, Vol. 1 | - Vydáno: 8. července 2022 (US) - Vydavatel: Wicked Awesome, Republic | 83                            | 36                            | 51                            |

### Box sety
| Název                    | Box set                                                                |
| ------------------------ | ---------------------------------------------------------------------- |
| Man on the Moon: Trilogy | - Vydáno: 4. listopadu 2022 (US) - Vydavatel: Wicked Awesome, Republic |

## Extended play
| Název                     | EP                                                                                       |
| ------------------------- | ---------------------------------------------------------------------------------------- |
| Day 'n' Nite (s Crookers) | - Vydáno: 12. února 2008 (US) - Label: Fool's Gold - Vydavatel: CD, LP, digital download |
| Pursuit of Happiness      | - Vydáno: 7. února 2010 (UK) - Vydavatel: Island, Dream On, GOOD, Universal Motown       |
| Prime Day Show x Kid Cudi | - Vydáno: 17. června 2021 (US) - Vydavatel: Wicked Awesome, Republic                     |

## Mixtapy
| Název            | Mixtap                                                             |
| ---------------- | ------------------------------------------------------------------ |
| A Kid Named Cudi | - Vydáno: 17. července 2008 (US) - Vydavatel: 10.Deep, Fool's Gold |

## Singly

### Jako hlavní umělec
| Název                                                                                   | Rok  | Umístění v hitparádách | Umístění v hitparádách | Umístění v hitparádách | Umístění v hitparádách | Umístění v hitparádách | Umístění v hitparádách | Umístění v hitparádách | Umístění v hitparádách | Umístění v hitparádách | Umístění v hitparádách | Certifikace                                                                   | Album                                                       |
| Název                                                                                   | Rok  | US                     | US R&B/HH              | US Rap                 | AUS                    | CAN                    | FRA                    | GER                    | NZ                     | SWE                    | UK                     | Certifikace                                                                   | Album                                                       |
| --------------------------------------------------------------------------------------- | ---- | ---------------------- | ---------------------- | ---------------------- | ---------------------- | ---------------------- | ---------------------- | ---------------------- | ---------------------- | ---------------------- | ---------------------- | ----------------------------------------------------------------------------- | ----------------------------------------------------------- |
| "Day 'n' Nite" (sólo nebo remix vs. Crookers)                                           | 2008 | 3                      | 5                      | —                      | 15                     | 10                     | 8                      | 13                     | 11                     | 31                     | 2                      | - RIAA: Diamond - ARIA: Gold - BPI: 2× Platinum - BVMI: 3× Gold - RMNZ: Gold  | Man on the Moon: The End of Day                             |
| "Make Her Say" (feat. Kanye West a Common)                                              | 2009 | 43                     | 39                     | 11                     | 62                     | 78                     | —                      | 85                     | 35                     | —                      | 67                     | - RIAA: Platinum                                                              | Man on the Moon: The End of Day                             |
| "Pursuit of Happiness" (feat. MGMT a Ratatat)                                           | 2010 | 59                     | —                      | —                      | 41                     | 76                     | 2                      | 51                     | —                      | 39                     | 64                     | - RIAA: Diamond - ARIA: Platinum - BPI: Platinum - BVMI: Gold                 | Man on the Moon: The End of Day                             |
| "We Are the World 25 for Haiti" (jako Artists for Haiti)                                | 2010 | 2                      | —                      | —                      | 18                     | 7                      | —                      | —                      | 8                      | 5                      | 50                     |                                                                               | Singl bez alb                                               |
| "Erase Me" (feat. Kanye West)                                                           | 2010 | 22                     | —                      | —                      | 50                     | 12                     | —                      | —                      | 22                     | 53                     | 58                     | - RIAA: 2× Platinum                                                           | Man on the Moon II: The Legend of Mr. Rager                 |
| "Mr. Rager"                                                                             | 2010 | 77                     | —                      | —                      | —                      | —                      | —                      | —                      | —                      | —                      | —                      | - BPI: Silver                                                                 | Man on the Moon II: The Legend of Mr. Rager                 |
| "No One Believes Me"                                                                    | 2011 | —                      | —                      | —                      | —                      | —                      | —                      | —                      | —                      | —                      | —                      |                                                                               | Fright Night: Music from and Inspired by the Motion Picture |
| "Just What I Am" (feat. King Chip)                                                      | 2012 | 74                     | 17                     | 13                     | 32                     | —                      | 189                    | —                      | —                      | —                      | —                      | - RIAA: Platinum                                                              | Indicud                                                     |
| "King Wizard"                                                                           | 2012 | 91                     | 28                     | 24                     | —                      | —                      | —                      | —                      | —                      | —                      | —                      |                                                                               | Indicud                                                     |
| "Immortal"                                                                              | 2013 | —                      | 48                     | —                      | —                      | —                      | —                      | —                      | —                      | —                      | —                      |                                                                               | Indicud                                                     |
| "Girls" (feat. Too Short)                                                               | 2013 | —                      | 37                     | —                      | —                      | —                      | —                      | —                      | —                      | —                      | —                      |                                                                               | Indicud                                                     |
| "Confused!"                                                                             | 2015 | —                      | —                      | —                      | —                      | —                      | —                      | —                      | —                      | —                      | —                      |                                                                               | Speedin' Bullet 2 Heaven                                    |
| "Speedin' Bullet 2 Heaven"                                                              | 2015 | —                      | —                      | —                      | —                      | —                      | —                      | —                      | —                      | —                      | —                      |                                                                               | Speedin' Bullet 2 Heaven                                    |
| "Frequency"                                                                             | 2016 | —                      | —                      | —                      | —                      | —                      | —                      | —                      | —                      | —                      | —                      |                                                                               | Passion, Pain & Demon Slayin'                               |
| "Surfin'" (feat. Pharrell Williams)                                                     | 2016 | —                      | —                      | —                      | 77                     | —                      | —                      | —                      | —                      | —                      | —                      |                                                                               | Passion, Pain & Demon Slayin'                               |
| "Leader of the Delinquents"                                                             | 2020 | —                      | —                      | —                      | —                      | —                      | —                      | —                      | —                      | —                      | —                      |                                                                               | Singly bez alb                                              |
| "The Scotts" (s Travis Scott jako The Scotts)                                           | 2020 | 1                      | 1                      | 1                      | 4                      | 1                      | 2                      | 8                      | 2                      | 8                      | 11                     | - RIAA: 3× Platinum - ARIA: Gold - BPI: Silver - MC: 2× Platinum - RMNZ: Gold | Singly bez alb                                              |
| "The Adventures of Moon Man & Slim Shady" (s Eminem)                                    | 2020 | 22                     | 15                     | 13                     | 90                     | 20                     | —                      | —                      | —                      | —                      | 44                     |                                                                               | Singly bez alb                                              |
| "Guns Go Bang" (s Jay-Z)                                                                | 2021 | —                      | —                      | —                      | —                      | —                      | —                      | —                      | —                      | —                      | —                      |                                                                               | Tím tvrdší je pád                                           |
| "Want It Bad" (s Nigo)                                                                  | 2022 | —                      | —                      | —                      | —                      | —                      | —                      | —                      | —                      | —                      | —                      |                                                                               | I Know Nigo                                                 |
| "Stars in the Sky"                                                                      | 2022 | —                      | —                      | —                      | —                      | —                      | —                      | —                      | —                      | —                      | —                      |                                                                               | Ježek Sonic 2                                               |
| "Do What I Want"                                                                        | 2022 | —                      | —                      | —                      | —                      | —                      | —                      | —                      | —                      | —                      | —                      |                                                                               | Entergalactic                                               |
| "Talk About Me" (s Dot da Genius, Denzel Curry a JID)                                   | 2022 | —                      | —                      | —                      | —                      | —                      | —                      | —                      | —                      | —                      | —                      |                                                                               | Singl bez alb                                               |
| "Willing to Trust" (s Ty Dolla Sign)                                                    | 2022 | —                      | —                      | —                      | —                      | —                      | —                      | —                      | —                      | —                      | —                      |                                                                               | Entergalactic                                               |
| "Porsche Topless"                                                                       | 2023 | —                      | —                      | —                      | —                      | —                      | —                      | —                      | —                      | —                      | —                      |                                                                               | Insano                                                      |
| "Guitar in My Room" (s Lyrical Lemonade a Lil Durk)                                     | 2023 | —                      | —                      | —                      | —                      | —                      | —                      | —                      | —                      | —                      | —                      |                                                                               | All Is Yellow                                               |
| "Heaven's Galaxy"                                                                       | 2023 | —                      | —                      | —                      | —                      | —                      | —                      | —                      | —                      | —                      | —                      |                                                                               | Singl bez alb                                               |
| "At the Party" (feat. Pharrell Williams a Travis Scott)                                 | 2023 | —                      | 47                     | —                      | —                      | —                      | —                      | —                      | —                      | —                      | —                      |                                                                               | Insano                                                      |
| "—" značí, že se nahrávka neumístila v hitparádách nebo v tomto území ani nebyla vydána |      |                        |                        |                        |                        |                        |                        |                        |                        |                        |                        |                                                                               |                                                             |

### Jako vedlejší umělec
| Název                                                                                   | Rok  | Umístění v hitparádách | Umístění v hitparádách | Umístění v hitparádách | Umístění v hitparádách | Umístění v hitparádách | Umístění v hitparádách | Umístění v hitparádách | Umístění v hitparádách | Umístění v hitparádách | Umístění v hitparádách | Certifikace | Album                             |
| Název                                                                                   | Rok  | US                     | US R&B                 | US Rap                 | AUS                    | CAN                    | FRA                    | GER                    | NZ                     | SWE                    | UK                     | Certifikace | Album                             |
| --------------------------------------------------------------------------------------- | ---- | ---------------------- | ---------------------- | ---------------------- | ---------------------- | ---------------------- | ---------------------- | ---------------------- | ---------------------- | ---------------------- | ---------------------- | --- | --------------------------------- |
| "Welcome to the World" (Kevin Rudolf feat. Kid Cudi)                                    | 2009 | 58                     | —                      | —                      | 42                     | 56                     | —                      | —                      | —                      | —                      | 77                     | | In the City                       |
| "Rollin'" (Jackie Chain feat. Kid Cudi)                                                 | 2009 | —                      | —                      | —                      | —                      | —                      | —                      | —                      | —                      | —                      | —                      | | The New Deal                      |
| "She Came Along" (Sharam feat. Kid Cudi)                                                | 2009 | —                      | —                      | —                      | —                      | —                      | —                      | —                      | —                      | —                      | —                      | | Get Wild                          |
| "Can't Stop Me" (Chip tha Ripper a The Almighty Gloryus feat. Kid Cudi)                 | 2009 | —                      | —                      | —                      | —                      | —                      | —                      | —                      | —                      | —                      | —                      | | Can't Stop Me                     |
| "Memories" (David Guetta feat. Kid Cudi)                                                | 2010 | 46                     | —                      | —                      | 3                      | 18                     | 5                      | 6                      | 4                      | 14                     | 15                     | - RIAA: Platinum - ARIA: 2× Platinum - BPI: 2× Platinum - BVMI: 3× Platinum - IFPI SWE: 2× Platinum - RMNZ: Platinum - SNEP: Gold | One Love                          |
| "That Tree" (Snoop Dogg feat. Kid Cudi)                                                 | 2010 | —                      | —                      | —                      | —                      | —                      | —                      | —                      | —                      | —                      | —                      | | More Malice                       |
| "Symphonies" (Remix) (Dan Black feat. Kid Cudi)                                         | 2010 | —                      | —                      | —                      | —                      | —                      | —                      | —                      | —                      | —                      | —                      | | UN                                |
| "All of the Lights" (Kanye West feat. Rihanna, Kid Cudi a Fergie)                       | 2010 | 18                     | 2                      | 2                      | 24                     | 53                     | —                      | 13                     | 13                     | 46                     | 15                     | - RIAA: 7× Platinum - ARIA: 2× Platinum - RMNZ: Gold - BPI: 2× Platinum                                                           | My Beautiful Dark Twisted Fantasy |
| "Run" (The Knux feat. Kid Cudi)                                                         | 2011 | —                      | —                      | —                      | —                      | —                      | —                      | —                      | —                      | —                      | —                      | | Eraser                            |
| "Focused" (Wale feat. Kid Cudi)                                                         | 2011 | 97                     | —                      | —                      | —                      | —                      | —                      | —                      | —                      | —                      | —                      | | Ambition                          |
| "Ask About Me" (Chip tha Ripper feat. Kid Cudi)                                         | 2011 | —                      | —                      | —                      | —                      | —                      | —                      | —                      | —                      | —                      | —                      | | Ask About Me                      |
| "Cudi the Kid" (Steve Aoki feat. Kid Cudi a Travis Barker)                              | 2012 | —                      | —                      | —                      | —                      | —                      | —                      | —                      | —                      | —                      | —                      | | Wonderland                        |
| "GloryUs" (Chip tha Ripper feat. Kid Cudi)                                              | 2012 | —                      | —                      | —                      | —                      | —                      | —                      | —                      | —                      | —                      | —                      | | Tell Ya Friends                   |
| "Satellites" (Tassho Pearce feat. Kid Cudi)                                             | 2014 | —                      | —                      | —                      | —                      | —                      | —                      | —                      | —                      | —                      | —                      | | G.O.O.D. Company                  |
| "Father Stretch My Hands, Pt. 1" (Kanye West feat. Kelly Price a Kid Cudi)              | 2016 | 37                     | 14                     | 9                      | —                      | 51                     | —                      | 74                     | —                      | —                      | 54                     | - RIAA: 6× Platinum - BPI: Silver - IFPI Denmark: Gold                                                                            | The Life of Pablo                 |
| "—" značí, že se nahrávka neumístila v hitparádách nebo v tomto území ani nebyla vydána |      |                        |                        |                        |                        |                        |                        |                        |                        |                        |                        | |                                   |

### Promo singly
| "Did It Again (Remix)" (Shakira feat. Kid Cudi)                                                                  | 2009 | —  | —  | —  | —   | 17 | — | 26 | She Wolf                                     |
| "Whatever U Want (G.O.O.D. Music Has Arrived Remix)" (Consequence feat. Kanye West, Common, Kid Cudi a Big Sean) | 2010 | —  | —  | —  | —   | —  | — | —  | Movies on Demand                             |
| "REVOFEV" | 2010 | —  | —  | —  | —   | —  | — | —  | Man on the Moon II: The Legend of Mr. Rager  |
| "All Summer" (s Rostam Batmanglij a Bethany Cosentino)                                                           | 2010 | —  | —  | —  | —   | —  | — | —  | Singl bez alb                                |
| "Going to the Ceremony"                                                                                          | 2013 | —  | —  | —  | —   | —  | — | —  | Satellite Flight: The Journey to Mother Moon |
| "Love" | 2015 | —  | —  | —  | —   | —  | 7 | —  | The Boy Who Flew to the Moon, Vol. 1         |
| "Wedding Tux" | 2015 | —  | —  | —  | —   | —  | — | —  | Speedin' Bullet 2 Heaven                     |
| "Judgmental Cunt"                                                                                                | 2015 | —  | —  | —  | —   | —  | — | —  | Speedin' Bullet 2 Heaven                     |
| "Baptized in Fire" (feat. Travis Scott)                                                                          | 2016 | —  | 47 | —  | —   | —  | — | —  | Passion, Pain & Demon Slayin'                |
| "She Knows This"                                                                                                 | 2020 | 49 | 9  | 59 | 142 | 74 | 7 | —  | Man on the Moon III: The Chosen              |
| "Heaven on Earth"                                                                                                | 2020 | 85 | 24 | 81 | —   | —  | — | —  | Man on the Moon III: The Chosen              |
| "Transparent Soul (Remix)" (Willow feat. Kid Cudi a Travis Barker)                                               | 2021 | —  | —  | —  | —   | —  | — | —  | Singl bez alb                                |
| "Just Look Up" (s Ariana Grande)                                                                                 | 2021 | —  | —  | —  | —   | —  | 7 | —  | K zemi hleď!                                 |
| "Most Ain't Dennis"                                                                                              | 2023 | —  | —  | —  | —   | —  | — | —  | Insano                                       |
| "Ill What I Bleed"                                                                                               | 2023 | —  | —  | —  | —   | —  | — | —  | Insano (Nitro Mega)                          |
| "—" značí, že se nahrávka neumístila v hitparádách nebo v tomto území ani nebyla vydána                          |      |    |    |    |     |    |   |    |                                              |

## Další umístěné a certifikované písně
| "Welcome to Heartbreak" (Kanye West feat. Kid Cudi)                                                | 2008 | —   | —  | —  | —  | —   | —  | —  | 112 | - RIAA: Gold                                               | 808s & Heartbreak                           |
| "Soundtrack 2 My Life"                                                                             | 2009 | —   | —  | —  | —  | —   | —  | —  | —   | - RIAA: 3× Platinum                                        | Man on the Moon: The End of Day             |
| "Cudi Zone"                                                                                        | 2009 | —   | —  | —  | —  | —   | —  | —  | —   | - RIAA: Platinum                                           | Man on the Moon: The End of Day             |
| "Up Up & Away"                                                                                     | 2009 | —   | —  | —  | —  | —   | —  | —  | —   | - RIAA: 2× Platinum                                        | Man on the Moon: The End of Day             |
| "Marijuana"                                                                                        | 2010 | 54  | —  | —  | 68 | —   | —  | —  | —   | - RIAA: Gold                                               | Man on the Moon II: The Legend of Mr. Rager |
| "Scott Mescudi vs. the World" (feat. Cee Lo Green)                                                 | 2010 | 92  | —  | —  | 88 | —   | —  | —  | —   |                                                            | Man on the Moon II: The Legend of Mr. Rager |
| "Gorgeous" (Kanye West feat. Kid Cudi a Raekwon)                                                   | 2010 | —   | 40 | —  | —  | —   | —  | —  | —   | - RIAA: Platinum                                           | My Beautiful Dark Twisted Fantasy           |
| "Welcome to the World" (T.I. feat. Kanye West a Kid Cudi)                                          | 2010 | —   | —  | —  | —  | —   | —  | —  | —   |                                                            | No Mercy                                    |
| "The Morning" (s Raekwon, Pusha T, Common, 2 Chainz, Cyhi the Prynce, D'banj a Kanye West)         | 2012 | —   | 49 | —  | —  | —   | —  | —  | —   |                                                            | Cruel Summer                                |
| "Creepers"                                                                                         | 2012 | —   | —  | —  | —  | —   | —  | —  | —   |                                                            | Cruel Summer                                |
| "Unfuckwittable"                                                                                   | 2013 | —   | —  | —  | —  | —   | —  | —  | —   |                                                            | Indicud                                     |
| "Solo Dolo, Pt. II" (feat. Kendrick Lamar)                                                         | 2013 | —   | —  | —  | —  | —   | —  | —  | —   |                                                            | Indicud                                     |
| "Brothers" (feat. King Chip a ASAP Rocky)                                                          | 2013 | —   | 47 | —  | —  | —   | —  | —  | —   |                                                            | Indicud                                     |
| "Through the Late Night" (Travis Scott feat. Kid Cudi)                                             | 2016 | —   | 43 | —  | —  | —   | —  | —  | —   | - RIAA: 2× Platinum - ARIA: Gold - MC: Platinum            | Birds in the Trap Sing McKnight             |
| "Feel the Love" (s Kanye West jako Kids See Ghosts feat. Pusha T)                                  | 2018 | 47  | 24 | 57 | 35 | 185 | 50 | —  | 47  | - RIAA: Gold                                               | Kids See Ghosts                             |
| "Fire" (s Kanye West jako Kids See Ghosts)                                                         | 2018 | 67  | 32 | 69 | 49 | —   | 58 | —  | —   | - RIAA: Gold                                               | Kids See Ghosts                             |
| "4th Dimension" (s Kanye West jako Kids See Ghosts feat. Louis Prima)                              | 2018 | 42  | 21 | 46 | 27 | —   | 49 | 1  | 46  | - RIAA: Platinum                                           | Kids See Ghosts                             |
| "Freeee (Ghost Town, Pt. 2)" (s Kanye West jako Kids See Ghosts feat. Ty Dolla Sign)               | 2018 | 62  | 30 | 72 | 58 | —   | 66 | —  | —   |                                                            | Kids See Ghosts                             |
| "Reborn" (s Kanye West jako Kids See Ghosts)                                                       | 2018 | 39  | 18 | 55 | 30 | 165 | 48 | 2  | 48  | - RIAA: Platinum                                           | Kids See Ghosts                             |
| "Kids See Ghosts" (s Kanye West jako Kids See Ghosts feat. Yasiin Bey)                             | 2018 | 73  | 37 | 84 | 53 | —   | 64 | —  | —   | - RIAA: Gold                                               | Kids See Ghosts                             |
| "Cudi Montage" (s Kanye West jako Kids See Ghosts)                                                 | 2018 | 69  | 34 | 89 | 61 | —   | 67 | —  | —   | - RIAA: Gold                                               | Kids See Ghosts                             |
| "Stop Trying to Be God" (Travis Scott feat. Kid Cudi, Philip Bailey, James Blake, a Stevie Wonder) | 2018 | 27  | 18 | 87 | 19 | —   | —  | —  | 70  | - RIAA: Platinum - ARIA: Gold - MC: Platinum - BPI: Silver | Astroworld                                  |
| "Beautiful Trip"                                                                                   | 2020 | 100 | 32 | —  | 96 | —   | —  | —  | —   |                                                            | Man on the Moon III: The Chosen             |
| "Tequila Shots"                                                                                    | 2020 | 41  | 7  | —  | 52 | 95  | 51 | 6  | 86  |                                                            | Man on the Moon III: The Chosen             |
| "Another Day"                                                                                      | 2020 | 64  | 16 | —  | 70 | 171 | —  | 9  | —   |                                                            | Man on the Moon III: The Chosen             |
| "Dive"                                                                                             | 2020 | 80  | 22 | —  | 80 | —   | —  | —  | —   |                                                            | Man on the Moon III: The Chosen             |
| "Damaged"                                                                                          | 2020 | 91  | 28 | —  | 87 | —   | —  | —  | —   |                                                            | Man on the Moon III: The Chosen             |
| "Show Out" (se Skepta a Pop Smoke)                                                                 | 2020 | 54  | 12 | —  | 42 | 78  | 29 | 5  | 37  |                                                            | Man on the Moon III: The Chosen             |
| "Solo Dolo, Pt. III"                                                                               | 2020 | 78  | 21 | —  | 75 | —   | —  | —  | —   |                                                            | Man on the Moon III: The Chosen             |
| "Sad People"                                                                                       | 2020 | 90  | 27 | —  | 83 | —   | —  | —  | —   |                                                            | Man on the Moon III: The Chosen             |
| "Elsie's Baby Boy (Flashback)"                                                                     | 2020 | —   | 39 | —  | —  | —   | —  | —  | —   |                                                            | Man on the Moon III: The Chosen             |
| "Sept. 16"                                                                                         | 2020 | —   | 37 | —  | —  | —   | —  | —  | —   |                                                            | Man on the Moon III: The Chosen             |
| "The Void"                                                                                         | 2020 | —   | 33 | —  | —  | —   | —  | —  | —   |                                                            | Man on the Moon III: The Chosen             |
| "Lovin' Me" (feat. Phoebe Bridgers)                                                                | 2020 | —   | 40 | —  | —  | —   | —  | —  | —   |                                                            | Man on the Moon III: The Chosen             |
| "The Pale Moonlight"                                                                               | 2020 | —   | 44 | —  | —  | —   | —  | —  | —   |                                                            | Man on the Moon III: The Chosen             |
| "Rockstar Knights" (s Trippie Redd)                                                                | 2020 | —   | 35 | 97 | —  | —   | —  | —  | —   |                                                            | Man on the Moon III: The Chosen             |
| "4 Da Kidz"                                                                                        | 2020 | —   | 47 | —  | —  | —   | —  | —  | —   |                                                            | Man on the Moon III: The Chosen             |
| "Lord I Know"                                                                                      | 2020 | —   | 50 | —  | —  | —   | —  | —  | —   |                                                            | Man on the Moon III: The Chosen             |
| "M3tamorphosis" (Playboi Carti feat. Kid Cudi)                                                     | 2020 | 99  | 37 | —  | 90 | —   | —  | —  | —   |                                                            | Whole Lotta Red                             |
| "Moon" (Kanye West feat. Don Toliver a Kid Cudi)                                                   | 2021 | 17  | 7  | —  | 21 | —   | —  | —  | —   | - MC: Gold - RIAA: Platinum                                | Donda                                       |
| "IMY2" (Drake feat. Kid Cudi)                                                                      | 2021 | 22  | 16 | —  | 37 | —   | —  | —  | —   |                                                            | Certified Lover Boy                         |
| "Rock n Roll" (Pusha T feat. Kanye West a Kid Cudi)                                                | 2022 | 78  | 25 | —  | 67 | —   | —  | 11 | 98  |                                                            | It's Almost Dry                             |
| "New Mode"                                                                                         | 2022 | —   | —  | —  | —  | —   | —  | 30 | —   |                                                            | Entergalactic                               |
| "Somewhere to Fly" (s Don Toliver)                                                                 | 2022 | —   | —  | —  | —  | —   | —  | 39 | —   |                                                            | Entergalactic                               |
| "Looove" (Travis Scott feat. Kid Cudi)                                                             | 2023 | 49  | 23 | 73 | 40 | 107 | —  | —  | —   |                                                            | Utopia                                      |
| "Get Off Me" (s Travis Scott)                                                                      | 2024 | —   | 48 | —  | —  | —   | —  | 11 | —   |                                                            | Insano                                      |
| "Wow" (s ASAP Rocky)                                                                               | 2024 | —   | —  | —  | —  | —   | —  | 18 | —   |                                                            | Insano                                      |
| "ElectroWaveBaby"                                                                                  | 2024 | —   | —  | —  | —  | —   | —  | 19 | —   |                                                            | Insano                                      |
| "X & Cud" (s XXXTentacion)                                                                         | 2024 | —   | —  | —  | —  | —   | —  | 25 | —   |                                                            | Insano                                      |
| "—" značí, že se nahrávka neumístila v hitparádách nebo v tomto území ani nebyla vydána            |      |     |    |    |    |     |    |    |     |                                                            |                                             |

## Spolu umělec
| Název                                          | Rok  | Další umělec                                                  | Album                                    |
| ---------------------------------------------- | ---- | ------------------------------------------------------------- | ---------------------------------------- |
| "Wasting My Minutes"                           | 2008 | 88-Keys                                                       | Adam's Case Files                        |
| "Therapy"                                      | 2008 | The Alchemist, Evidence, Blu                                  | The Alchemist's Cookbook                 |
| "Embrace the Martian"                          | 2008 | Crookers                                                      | Tons of Friends                          |
| "Find a Way" (Game & Switch Mix)/"Lunar Camel" | 2008 | Santigold                                                     | Top Ranking: A Diplo Dub                 |
| "Intro"                                        | 2008 | DJ E-V                                                        | SpinFest: The Mixtape 2008               |
| "Interlude"                                    | 2008 | DJ E-V                                                        | SpinFest: The Mixtape 2008               |
| "Outro"                                        | 2008 | DJ E-V                                                        | SpinFest: The Mixtape 2008               |
| "Me + My Sneakers"                             | 2008 | A-Trak                                                        | Running Man: Nike+ Original Run          |
| "Ho' Is Short for Honey"                       | 2008 | 88-Keys                                                       | The Death of Adam                        |
| "Welcome to Heartbreak"                        | 2008 | Kanye West                                                    | 808s & Heartbreak                        |
| "Therapy"                                      | 2009 | The Alchemist, Evidence, Blu, Talib Kweli                     | Chemical Warfare                         |
| "Take Em High"                                 | 2009 | K. Sparks & Pajozo                                            | Popular Demand                           |
| "Buggin' Out '09"                              | 2009 | J.Period, Q-Tip, Consequence                                  | The [Abstract] Best Vol. 1               |
| "Sky High"                                     | 2009 | The Kickdrums                                                 | Smash the System                         |
| "Switchin' Lanes"                              | 2009 | žádné                                                         | Midnight Club: Los Angeles               |
| "Boom Boom Style" (Zuper Blahq Megamix)        | 2009 | The Black Eyed Peas                                           | Invasion of Boom Boom Pow – Megamix E.P. |
| "Do My Do"                                     | 2009 | Mickey Factz                                                  | —                                        |
| "Everything Is Broken"                         | 2009 | Mr Hudson                                                     | Straight No Chaser                       |
| "Don't Trust Me" (Benny Blanco Remix)          | 2009 | 3OH!3                                                         | Want                                     |
| "Already Home"                                 | 2009 | Jay-Z                                                         | The Blueprint 3                          |
| "Elevatas"                                     | 2009 | Robin Thicke                                                  | Sex Therapy: The Session                 |
| "Floatin' in the Sky"                          | 2009 | N.O.R.E.                                                      | —                                        |
| "Girls, Sounds & Colors"                       | 2009 | Rich Hil                                                      | Hippies Most Wanted Vol. 2               |
| "Trippy"                                       | 2009 | Rich Hil                                                      | —                                        |
| "Riot Song" (Remix)                            | 2010 | Johnny Polygon                                                | Rebel Without Applause                   |
| "Ur Killin' Me"                                | 2010 | Cam'ron, Vado                                                 | Boss of All Bosses 2.5                   |
| "All Talk"                                     | 2010 | Chip tha Ripper, Christian Bale                               | Independence Day                         |
| "Won't You Tell Me"                            | 2010 | Rich Hil                                                      | —                                        |
| "EPS"                                          | 2010 | Rich Hil                                                      | Limosa Nostra Act 1                      |
| "Dangerous"                                    | 2010 | Rich Hil                                                      | —                                        |
| "On the Spot"                                  | 2010 | DJ Green Lantern                                              | Invasion Radio 2K10                      |
| "GOOD Friday"                                  | 2010 | Kanye West, Big Sean, Pusha T, Common, Charlie Wilson         | GOOD Fridays releases                    |
| "Christian Dior Denim Flow"                    | 2010 | Kanye West, John Legend, Pusha T, Lloyd Banks, Ryan Leslie    | GOOD Fridays releases                    |
| "The Joy"                                      | 2010 | Kanye West, Pete Rock, Charlie Wilson, Curtis Mayfield, Jay-Z | GOOD Fridays releases                    |
| "Gorgeous"                                     | 2010 | Kanye West, Raekwon                                           | My Beautiful Dark Twisted Fantasy        |
| "Welcome to the World"                         | 2010 | T.I., Kanye West                                              | No Mercy                                 |
| "You Can Run"                                  | 2011 | Bryan Greenberg                                               | We Don't Have Forever                    |
| "Cool Head"                                    | 2011 | Travis Barker                                                 | Give the Drummer Some                    |
| "Don't Kick the Chair"                         | 2011 | Dia Frampton                                                  | Red                                      |
| "On My Own"                                    | 2011 | Consequence                                                   | Curb Certified                           |
| "Ride 4 You"                                   | 2012 | Chip tha Ripper, Far East Movement                            | Tell Ya Friends                          |
| "The Ruler and the Killer"                     | 2012 | žádné                                                         | Hunger Games                             |
| "Old School Caddy"                             | 2012 | Hit-Boy                                                       | HITStory                                 |
| "Pursuit of Happiness (Steve Aoki Remix)"      | 2012 | žádné                                                         | Projekt X                                |
| "Like It or Love It"                           | 2012 | Kreayshawn                                                    | Somethin' 'Bout Kreay                    |
| "The Morning"                                  | 2012 | Raekwon, Pusha T, Common, 2 Chainz, Cyhi the Prynce, D'banj   | Cruel Summer                             |
| "Creepers"                                     | 2012 | žádné                                                         | Cruel Summer                             |
| "She Hates Me"                                 | 2012 | Big Boi                                                       | Vicious Lies and Dangerous Rumors        |
| "First Chain"                                  | 2013 | Big Sean, Nas                                                 | Hall of Fame                             |
| "Vortex"                                       | 2013 | King Chip, Pusha T                                            | 44108                                    |
| "Guilt Trip"                                   | 2013 | Kanye West                                                    | Yeezus                                   |
| "Hero"                                         | 2014 | Skylar Grey                                                   | Need for Speed                           |
| "Scorn"                                        | 2014 | Audio Push, Hit-Boy, Kent M$ney                               | We the Plug                              |
| "Through the Late Night"                       | 2016 | Travis Scott                                                  | Birds in the Trap Sing McKnight          |
| "Waves"                                        | 2016 | Kanye West, Chris Brown                                       | The Life of Pablo                        |
| "The Rage"                                     | 2018 | žádné                                                         | Rampage Ničitelé                         |
| "ASAP Forever" (Remix)                         | 2018 | ASAP Rocky, T.I., Moby                                        | Testing                                  |
| "No Mistakes"                                  | 2018 | Kanye West, Charlie Wilson, Caroline Shaw                     | Ye                                       |
| "Ghost Town"                                   | 2018 | Kanye West, PartyNextDoor, 070 Shake                          | Ye                                       |
| "Stop Trying to Be God"                        | 2018 | Travis Scott, Philip Bailey, James Blake, Stevie Wonder       | Astroworld                               |
| "Lost"                                         | 2018 | Quavo                                                         | Quavo Huncho                             |
| "Dangerous"                                    | 2019 | Schoolboy Q                                                   | Crash Talk                               |
| "On My Own"                                    | 2019 | Jaden Smith                                                   | ERYS                                     |
| "Privilege" (Remix)                            | 2019 | The Weeknd                                                    | —                                        |
| "A Sweeter Place"                              | 2020 | Selena Gomez                                                  | Rare                                     |
| "Temptations"                                  | 2020 | Ty Dolla Sign                                                 | Featuring Ty Dolla Sign                  |
| "M3tamorphosis"                                | 2020 | Playboi Carti                                                 | Whole Lotta Red                          |
| "Moon Man"                                     | 2021 | YSL Records, Young Thug, Strick                               | Slime Language 2 a Strick Land           |
| "8-Ball"                                       | 2021 | Pop Smoke                                                     | Faith                                    |
| "Peace of Mind"                                | 2021 | Skepta, Teezee                                                | All In                                   |
| "Moon"                                         | 2021 | Kanye West, Don Toliver                                       | Donda                                    |
| "Remote Control, Pt. 2"                        | 2021 | Kanye West, Young Thug                                        | Donda (Deluxe)                           |
| "IMY2"                                         | 2021 | Drake                                                         | Certified Lover Boy                      |
| "Guns Go Bang"                                 | 2021 | Jay-Z                                                         | Tím tvrdší je pád                        |
| "Just Look Up"                                 | 2021 | Ariana Grande                                                 | K zemi hleď!                             |
| "Rock n Roll"                                  | 2022 | Pusha T, Kanye West                                           | It's Almost Dry                          |
| "Company"                                      | 2022 | Lil Nas X                                                     | —                                        |
| "Summertime"                                   | 2023 | Skrillex                                                      | Don't Get Too Clos                       |
| "Looove"                                       | 2023 | Travis Scott                                                  | Utopia                                   |
| "All My Life"                                  | 2023 | 1017 ALYX 9SM                                                 | Compilation V1                           |
| "Warlords"                                     | 2024 | Childish Gambino                                              | —                                        |
| "Gun To My Head"                               | 2024 | ¥$                                                            | Vultures 2 (Digital Deluxe)              |